# اثر پیزومقاومتی
اثر پیزومقاومتی تغییر مقاومت الکتریکی یک نیمه هادی یا فلز است هنگامی که کرنش مکانیکی اعمال می‌شود. در مقایسه با اثر پیزوالکتریک، اثر پیزومقاومتی باعث تغییر در مقاومت الکتریکی، و نه پتانسیل الکتریکی می‌شود.

## تاریخچه
تغییر مقاومت الکتریکی در ابزار فلزی به دلیل اعمال بار مکانیکی، برای اولین بار در سال ۱۸۵۶ توسط لرد کلوین کشف شد.
با تبدیل شدن سیلیکون تک کریستال به مواد انتخابی برای طراحی مدارهای آنالوگ و دیجیتال، اثر پیزومقاومتی سیلیکون و ژرمانیم برای اولین بار در سال ۱۹۵۴ توسط اسمیت کشف شد.

## مکانیسم
در مواد رسانا و نیمه رسانا، تغییرات فواصل درون اتمی ناشی از کرنش، باند گپ را تحت تأثیر قرار می‌دهد و حرکت الکترون‌ها را در باند هدایت آسان‌تر (یا سخت‌تر بسته به نوع ماده و کرنش) می‌سازد. این امر به تغییر در مقاومت ماده منتهی می‌شود. در محدوده خاصی از فشار این رابطه خطی است، به طوری که ضریب پیزومقاومتی
{\displaystyle \rho _{\sigma }={\frac {\left({\frac {\partial \rho }{\rho }}\right)}{\varepsilon }}}
که در آن
∂ρ = تغییر در مقاومت
ρ = مقاومت اولیه
ε = کرنش
ثابت است.

### پیزومقاومتی در فلزات
معمولاً تغییر مقاومت در فلزات عمدتاً به دلیل تغییر هندسه ناشی از اعمال تنش مکانیکی است. با این حال، در این موارد اگرچه اثر پیزومقاومتی کوچک است، اغلب قابل اغماض نیست. در این موارد می‌توان آن را محاسبه و با استفاده از معادله مقاومت مشتق شده از قانون اهم بدست آورد:
{\displaystyle R=\rho {\frac {\ell }{A}}\,}
که در آن
{\displaystyle \ell } طول هادی [m]
A مساحت سطح مقطع شار جریان [m²]: p.207 
برخی از فلزات اثر پیزومقاومتی بسیار بزرگتر از تغییر مقاومت به دلیل تغییر هندسه نشان می‌دهند. برای مثال در آلیاژهای پلاتین، اثر پیزومقاومت بیش از سه برابر بزرگتر از به علت اثرات هندسی تنها است. پیزومقاومت نیکل خالص تا 13 برابر بزرگتر از تغییر مقاومت برحسب هندسه است.

### اثر پیزومقاومتی در نیمه رساناها به صورت بالک
اثر پیزومقاومتی مواد نیمه رسانا می‌تواند چندین برابر مقدار بزرگتر از اثر هندسی باشد و در موادی مانند ژرمانیوم، سیلیکون پلی کریستال، سیلیکون بی ریخت، کاربید سیلیکون و سیلیکون تک کریستال این‌گونه است. از این رو، کرنش سنج‌های نیمه هادی با ضریب حساسیت بسیار بالا ساخته می‌شود. برای اندازه گیریهای دقیق، کار با آنها به نسبت کرنش سنج‌های فلزی دشوارتر است، چون به‌طور کلی، کرنش سنج‌های نیمه رسانا به شرایط محیطی بسیار حساسند (بویژه دما).
در سیلیکون، عامل گیج می‌تواند دو برابر بزرگتر از مقدار مشاهده شده در اکثر فلزات (اسمیت ۱۹۵۴) باشد. مقاومت سیلیکون رسانا نوع n عمدتاً به دلیل تغییر در سه جفت دره هادی مختلف تغییر می‌کند. این تغییر باعث توزیع مجدد حامل بین دره‌های مختلف با تحرک پذیری‌های مختلف می‌شود. این امر منجر به تغییر تحرک پذیری بسته به جهت شار جریان می‌شود. اثر جزئی بخاطر تغییر جرم مؤثر مربوط به تغییر شکل دره‌ها است. در سیلیکون رسانا نوع p، پدیده‌ها پیچیده‌تر هستند و در نتیجه تغییرات جرمی و انتقال حفره‌ها وجود خواهند داشت.

### پیزومقاومت عظیم در ساختارهای ترکیبی فلز-سیلیکون
اثر پیزومقاومت عظیم – که در آن ضریب پیزومقاومتی بیش از مقدار بالک است- گزارش شده برای ساختار ترکیبی سیلیکون-آلومینیوم گزارش شده‌است. این اثر در فناوری سنسورهای مبتنی بر سیلیکون استفاده می‌شود.

### اثر پیزومقاومتی عظیم در نانوساختارهای سیلیکونی
ضریب پیزومقاومتی طولی نانوسیم‌های سیلیکونی بالا به پایین ساخته شده ۶۰ درصد بزرگتر از صورت بالک سیلیکون است اندازه‌گیری شده‌است.
در سال ۲۰۰۶، در اثر پیزومقاومتی عظیم در نانوسیم‌های سیلیکونی پایین به بالا ساخته شده گزارش شده افزایش ضریب پیزومقاومتی طولی در مقایسه با بالک سیلیکون گزارش شد. ایده یک پیزومقاومت عظیم به منظور درک درستی از این اثر مورد مطالعه زیادی قرار گرفت.

## دستگاه‌های سیلیکونی پیزومقاومتی
با به‌کارگیری انواع مواد نیمه رسانا مانند ژرمانیوم، سیلیکون پلی کریستال، سیلیکون بیریخت و سیلیکون تک کریستال، از اثر پیزومقاومت نیمه رساناها در دستگاه‌های حسگر استفاده شده‌است. از آنجا که سیلیکون ماده مطرح در طراحی مدارهای آنالوگ و دیجیتال است، استفاده از دستگاه‌های سیلیکونی پیزومقاومتی توجه زیادی را به خود جلب کرده‌است. این خاصیت به ویژه در مدارهای CMOS و دوقطبی برای حسگر تنش حائز اهمیت است.
طیف گسترده‌ای از محصولات با استفاده از اثر پیزومقاومتی معرفی شده‌اند. بسیاری از دستگاه‌های تجاری مانند سنسور فشار و سنسور شتاب با بکارگیری اثر پیزومقاومتی در سیلیکون طراحی شده‌اند.

### پیزومقاومت‌ها
پیزومقاومت‌ها، مقاومتهای ساخته شده از یک ماده پیزومقاومتی است و معمولاً برای اندازه‌گیری تنش مکانیکی استفاده می‌شوند. آنها ساده‌ترین شکل دستگاه‌های پیزومقاومتی هستند.

#### ساخت
پیزومقاومت‌ها را می‌توان با استفاده از طیف گسترده‌ای از مواد پیزومقاوتی ساخت. ساده‌ترین شکل سنسورهای سیلیکونی پیزومقاومتی، مقاومت‌های نفوذیافته است. پیزومقاومت‌ها شامل دو چاه تماسی نفوذیافته n یا p است که در بستر n یا p قرار گرفته‌اند.
سطح مقطع شماتیک مقطع از مولفه‌های اساسی سیلیکون پیزومقاومتی نوع n-well .

#### فیزیک عملیات
برای تنش‌های نوعی با مقادیر در محدوده MPa، افت ولتاژ متنی بر تنش در طول مقاومت، Vr، را می‌توان خطی در نظر گرفت. یک پیزومقاومت هم تراز با محور x نشان داده شده در شکل را می‌توان اینگونه توضیح داد
{\displaystyle \ V_{r}=R_{0}I[1+\pi _{L}\sigma _{xx}+\pi _{T}(\sigma _{yy}+\sigma _{zz})]}
که  {\displaystyle R_{0}}, I, {\displaystyle \pi _{T}}, {\displaystyle \pi _{L}}, و {\displaystyle \sigma _{ij}} به ترتیب مقاومت بدون تنش، جریان اعمالی، ضرایب پیزومقاومت طولی و متقاطع و سه جز مولفه‌های تنش کششی هستند. ضرایب پیزومقاومتی ممکن است با جهت‌گیری حسگر به شدت تغییر کنند که به دلیل پروفیل دوپ و محورهای کریستالوگرافی است. پیزومقاومتها عیب حساسیت بسیار زیاد به تغییرات دما را دارند، در حالی که تغییرات دامنه سیگنال تنشی وابسته نسبتاً کوچک است.

### دیگر دستگاه‌های پیزومقاومتی
در سیلیکون اثر پیزومقاومتی در پیزومقاومت‌ها، مبدلها، پیزو-FETS، شتاب سنج حالت جامد و ترانزیستور دو قطبی استفاده شده‌است.